# Louis Munteanu
Louis Munteanu (ur. 16 czerwca 2002 w Vaslui) – rumuński piłkarz występujący na pozycji napastnika w rumuńskim klubie Cluj. Wychowanek Gheorghe Hagi Academy, w trakcie swojej kariery grał także w Viitorul Konstanca. Młodzieżowy reprezentant Rumunii.